# Lorik Cana
Lorik Agim Cana (phát âm tiếng Albania: [ˈlɔɾik ˈtsana]; sinh ngày 27 tháng 7 năm 1983) là một cựu cầu thủ bóng đá chuyên nghiệp người Albania. Anh hiện là đại sứ cấp cơ sở cho bóng đá trẻ em ở Albania, được Hiệp hội bóng đá Albania đặt tên vào ngày 26 tháng 10 năm 2017.
Cana chơi ở các bộ phận hàng đầu của Pháp, Anh, Ý và Thổ Nhĩ Kỳ, đại diện cho Paris Saint-Germain, Sunderland, Galatasaray, Lazio, FC Nantes và Olympique de Marseille cũng như đội tuyển quốc gia Albania mà anh giữ kỷ lục xuất hiện cho Albania nhất Cầu thủ khoác áo mọi thời đại, với 93 mũ kể từ khi anh ra mắt năm 2003 cho đến khi nghỉ hưu vào năm 2016. Anh từng chơi chủ yếu ở vị trí tiền vệ phòng ngự và trung vệ nhưng sau đó chuyển sang trung vệ. Anh tham gia cuộc thi quốc tế lớn đầu tiên dành cho Albania, UEFA Euro 2016 được tổ chức tại Pháp.
Vào năm 16 tuổi, Cana đã được mời đến Arsenal để dùng thử, nhưng không tham dự vì anh bị từ chối visa Anh. Anh bắt đầu sự nghiệp câu lạc bộ cao cấp của mình khi chơi cho Paris Saint-Germain, trước khi ký hợp đồng với đối thủ Olympique de Marseille năm 2004, người mà anh tiếp tục làm đội trưởng. Vào năm 2009, Cana đã ra mắt giải đấu của mình để Sunderland trở thành cầu thủ đầu tiên có nguồn gốc Albania chơi ở Premier League. Sau đó, anh gia nhập Galatasaray, câu lạc bộ bóng đá Thổ Nhĩ Kỳ thành công nhất. Hai năm sau, Cana ký hợp đồng với câu lạc bộ Serie A của Ý, nơi anh đã trải qua bốn năm. Năm 2015, Cana trở lại Pháp, nơi anh bắt đầu sự nghiệp, ký hợp đồng hai năm với Nantes.
Cana đủ điều kiện chơi cho cả Albania, Thụy Sĩ hoặc Pháp, khi anh ta cầm cả ba hộ chiếu. Anh ấy đã chọn Albania và ra mắt quốc tế vào tháng 6 năm 2003, ở tuổi 19. Cana là cầu thủ đội mũ lưỡi trai nhất mọi thời đại của Albania với 92 lần khoác áo đội trưởng vào năm 2011. Anh ấy cũng tham gia cuộc thi quốc tế lớn đầu tiên cho Albania, Giải vô địch châu Âu UEFA 2016 được tổ chức tại Pháp. Sau khi kết thúc UEFA Euro 2016 Cana tuyên bố từ giã bóng đá.

## Thời trẻ
Lorik Cana sinh ra trong Pristina từ cha mẹ là những người quê từ Gjakova. Anh là con trai của Agim Cana, một cựu cầu thủ bóng đá của FC Prishtina. Cana theo dõi mọi trận đấu của Pristina, từ khi anh ấy năm tuổi và tự mô tả mình là một người hâm mộ cuồng nhiệt của đội. Kinh nghiệm của cha Cana trong bóng đá đã truyền cảm hứng cho anh tham gia môn thể thao này. Năm 1992, cả gia đình chuyển đến Thụy Sĩ do chiến tranh Nam Tư.